# Dominykas Milka
Dominykas Milka (Druskininkai, 1 de agosto de 1992) es un jugador de baloncesto lituano-estadounidense, que pertenece a la plantilla del Keflavík. Con 2,03 metros de altura, juega en la posición de pívot.

## Trayectoria
Debutó profesionalmente en su país de nacimiento con el Prienai, la temporada 2014-15.
Más tarde jugó para los Hiroshima Dragonflies de Japón, Kalev Tallin y Tartu Ülikool/Rock de Estonia. 
En 2017 jugó en los Lions de Genève llegando a la final de la LNA contra el Monthey.
El 27 de septiembre de 2017 ficha por el Lorient de la NM1 francesa. El 13 de septiembre de 2018 se confirma su fichaje por el LCP 58, de la misma liga.
En junio de 2019 firma por el club islandés del Keflavík, siendo el máximo reboteador y el jugador con más valoración de la liga, con 12.10 rebotes y 27.9 de valoración por partido, respectivamente.

## Clubes
- Prienai (2014-2015)
- Hiroshima Dragonflies (2015)
- Kalev Tallin (2016)
- Tartu Ülikool/Rock (2016-2017)
- Lions de Genève (2017)
- Lorient (2017-2018)
- LCP 58 (2018-2019)
- Keflavík (2019-actualidad)